# 霞流镇
霞流镇，是中华人民共和国湖南省衡陽市衡东县下辖的一个镇。

## 行政区划
霞流镇下辖以下地区：
兴霞社区、大崎村、堰霞村、平田村、杨梓村、大泥塘村、新井村、新砚村、皇伏垅村、大水田村、双桥村、大长龙村、宋桥村、添枝村、文凤村、黄崎村、白村村、农科村、洋塘村、大村湾村、大桥村、李花村、许家垅村、洪家垅村、桎木山村、李家桥村、燕子冲村、大源渡村、白马堰村、藕塘村、李家垅村、荆花港村、米河村、柳叶塘村、杨柳村和拜朝村。

## 交通
- 京广铁路：新霞流市站